# تایچی ناکامورا
تایچی ناکامورا (ژاپنی: 中村 太一؛ زادهٔ ۵ ژانویهٔ ۱۹۹۳) یک بازیکن فوتبال اهل ژاپن است.
از باشگاه‌هایی که در آن بازی کرده‌است می‌توان به باشگاه فوتبال ونریر هاچینوهه اشاره کرد.